# Bộ Tài chánh Việt Nam Cộng hòa
Bộ Tài chánh Việt Nam Cộng hòa (tiếng Anh: Ministry of Finance of the Republic of Vietnam) là cơ quan cao nhất chịu trách nhiệm về các vấn đề tài chính của chính phủ Việt Nam Cộng hòa. Phần lớn thời gian từ khi thành lập năm 1949 cho đến khi giải thể do Sài Gòn thất thủ vào ngày 30 tháng 4 năm 1975. Trụ sở Bộ Tài chánh tọa lạc tại số 138 đường Hồng Thập Tự, Quận 3, Sài Gòn.

## Lịch sử
Tiền thân của cơ quan này là Bộ Tài chánh Quốc gia Việt Nam được thành lập vào năm 1949. Sau cuộc trưng cầu dân ý năm 1955, chính thể Việt Nam Cộng hòa hình thành, Bộ Tài chánh Quốc gia Việt Nam được tổ chức lại thành Bộ Tài chánh Việt Nam Cộng hòa cho đến khi giải thể vào ngày 30 tháng 4 năm 1975.

## Danh sách Bộ trưởng
Sau đây là danh sách Bộ trưởng Bộ Tài chánh của miền Nam Việt Nam từ năm 1949 cho đến khi Sài Gòn thất thủ năm 1975:

### Tổng trưởng Bộ Tài chánh Quốc gia Việt Nam (1949–1955)
| Số | Họ tên            | Nhiệm kỳ                                   | Ghi chú                                   |
| -- | ----------------- | ------------------------------------------ | ----------------------------------------- |
| 1  | Dương Tấn Tài     | 1 tháng 7 năm 1949 – 16 tháng 2 năm 1951   |                                           |
| 2  | Nguyễn Trung Vinh | 18 tháng 2 năm 1951 – 23 tháng 6 năm 1952  |                                           |
| 3  | Nguyễn Huy Lai    | 25 tháng 6 năm 1952 – 10 tháng 1 năm 1954  | Kiêm chức Tổng trưởng Bộ Kinh tế Quốc gia |
| 4  | Dương Tấn Tài     | 11 tháng 1 năm 1954 – 5 tháng 7 năm 1954   |                                           |
| 5  | Trần Văn Của      | 6 tháng 7 năm 1954 – 24 tháng 9 năm 1954   | Kiêm chức Tổng trưởng Bộ Kinh tế          |
| 6  | Trần Hữu Phương   | 24 tháng 9 năm 1954 – 26 tháng 10 năm 1955 | Kiêm chức Tổng trưởng Bộ Kinh tế năm 1955 |

### Bộ trưởng Bộ Tài chánh Việt Nam Cộng hòa (1955–1975)
Ngày 26 tháng 10 năm 1955, Việt Nam Cộng hòa được thành lập, chức danh "Tổng trưởng" đổi thành "Bộ trưởng".:185
| Số | Họ tên           | Nhiệm kỳ                                    | Ghi chú                                          |
| -- | ---------------- | ------------------------------------------- | ------------------------------------------------ |
| 1  | Trần Hữu Phương  | 26 tháng 10 năm 1955 – 24 tháng 7 năm 1956  |                                                  |
| 2  | Hà Văn Vượng     | 29 tháng 7 năm 1956 – 30 tháng 5 năm 1960   |                                                  |
| 3  | Nguyễn Lương     | 30 tháng 5 năm 1960 – 2 tháng 11 năm 1963   |                                                  |
| 4  | Nguyễn Ngọc Thơ  | 4 tháng 11 năm 1963 - 6 tháng 2 năm 1964    | Kiêm chức Thủ tướng                              |
| 5  | Nguyễn Xuân Oánh | 8 tháng 2 năm 1964 – 10 tháng 2 năm 1965    |                                                  |
| 6  | Lưu Văn Tính     | 4 tháng 11 năm 1964 – 18 tháng 1 năm 1965   | Kiêm chức Cục trưởng Cục Ngân sách và Ngoại viện |
| 7  | Huỳnh Văn Đạo    | 20 tháng 1 năm 1965 – 16 tháng 2 năm 1965   |                                                  |
| 8  | Trần Văn Kiện    | 16 tháng 2 năm 1965 – 21 tháng 6 năm 1965   |                                                  |
| 9  | Trương Thái Tôn  | 21 tháng 6 năm 1965 – 16 tháng 3 năm 1967   | Kiêm chức Bộ trưởng Bộ Kinh tế                   |
| 10 | Nguyễn Hữu Hanh  | 16 tháng 3 năm 1967 – 4 tháng 11 năm 1967   | Kiêm chức Bộ trưởng Bộ Kinh tế                   |
| 11 | Lưu Văn Tính     | 9 tháng 11 năm 1967 – 28 tháng 8 năm 1969   | Kiêm chức Cục trưởng Cục Ngân sách và Ngoại viện |
| 12 | Nguyễn Bích Huệ  | 1 tháng 9 năm 1969 – 10 tháng 6 năm 1971    |                                                  |
| 13 | Hà Xuân Trừng    | 12 tháng 6 năm 1971 – 20 tháng 10 năm 1973  |                                                  |
| 14 | Châu Kim Nhân    | 23 tháng 10 năm 1973 – 26 tháng 11 năm 1974 |                                                  |
| 15 | Lê Quang Trường  | 28 tháng 11 năm 1974 – 25 tháng 4 năm 1975  | Bộ trưởng Bộ Tài chánh cuối cùng                 |